# Çò des de Gauachet
Çò des de Gauachet és una casa de Casau al municipi de Vielha e Mijaran (Vall d'Aran) inclosa a l'Inventari del Patrimoni Arquitectònic de Catalunya.

## Descripció
És un habitatge més aviat petit que compta amb portal, pati, i habitacions. Els paraments presenten una obra de paredat amb argamassa, amb xamfrà nord-oest arrodonit. Les obertures resoltes amb fusta observen una distribució simètrica i són orientades al nord i a l'est. Les dues plantes i «l'humarau» resten aixoplugades per una coberta piramidal d'encavallades de fusta i llosat de pissarra: la «humaneja» i una «lucana» emergeixen per la banda de llevant. Les fulles de la porta d'accés mostren un delicat treball d'ebenisteria.